# Hydrellia lunata
Hydrellia lunata är en tvåvingeart som beskrevs av Cresson 1932. Hydrellia lunata ingår i släktet Hydrellia och familjen vattenflugor. Inga underarter finns listade i Catalogue of Life.